# Host (альбом)
Host — седьмой студийный альбом английской группы Paradise Lost, выпущен в 1999 году на лейбле EMI.

## Список композиций
1. So Much Is Lost — 4:16
2. Nothing Sacred — 4:02
3. In All Honesty — 4:02
4. Harbour — 4:23
5. Ordinary Days — 3:28
6. It’s Too Late — 4:44
7. Permanent Solution — 3:16
8. Behind the Grey — 3:13
9. Wreck — 4:41
10. Made the Same — 3:33
11. Deep — 4:00
12. Year of Summer — 4:16
13. Host — 5:12

## Участники записи
- Nick Holmes — вокал
- Greg Mackintosh — гитара, клавишные
- Aaron Aedy — гитара
- Stephen Edmondson — бас
- Lee Morris — ударные